# ستيفاني ترودو
ستيفاني ترودو (بالإنجليزية: Stephanie Trudeau)‏ هي عارضة أمريكية، ولدت في 20 أبريل 1986.